# De Loën d'Enschedé

Het wapen van de familie de Loën Enschedé

De Loën d'Enschedé was een familie die behoorde tot de Zuid-Nederlandse adel.

## Geschiedenis
In de notabele familie de Loën, die een adellijke status voerde, werd in 1757 de titel baron door keizerin Maria Theresia toegekend aan Paul François Joseph Louis de Loën d'Enschedé (1711-1779), die getrouwd was met Marie-Louise de Woestenraedt (1712-1781). Hij was heer van Roosbeek, Bunsbeek, Vissenaken en Houthem. Ze hadden drie zoons van wie twee, samen met een zoon van de oudste zoon, in 1816 opnieuw in de adel werden opgenomen.

## François-Joseph de Loën d'Enschedé
François-Joseph de Loën d'Enschedé (Laybach, Slovenië, 9 oktober 1779 - Leuven, 17 juni 1844) was een kleinzoon van Paul de Loën en een zoon van diens oudste zoon, Ignace de Loën d'Enschedé (1757-1820), en van Veronique de Baumann. Ignace behield de baronstitel uit het ancien régime en bleef als generaal-majoor in dienst van de Oostenrijkers.
François koos voor het Verenigd Koninkrijk der Nederlanden. Hij werd in 1816 erkend in de erfelijke titel baron, overdraagbaar op alle afstammelingen en werd benoemd in de Ridderschap van de provincie Namen.
Onder het ancien régime was hij kapitein in het Oostenrijks leger en lid van de Staten van Brabant. In de Franse tijd werd hij maire van Andenne, kantonvoorzitter en inspecteur van Waters en Bossen in Luxemburg. Onder het Verenigd Koninkrijk werd hij inspecteur-generaal van Waters en Bossen voor de provincies Limburg, Luik, Namen en Luxemburg en kamerheer van de koning.
Hij trouwde in 1802 met Theodora van Hövell tot Westervlier en Wezeveld (1781-1834), met wie hij twaalf kinderen kreeg. De meesten werden in Andenne geboren. Hij hertrouwde in 1838 met Marie-Caroline de Waepenaert (1792-1885). Onder de negen dochters waren er die huwden:
- Marie-Anne (1805-1864) met volksvertegenwoordiger Joseph François Van den Berghe de Binckum.
- Marie-Sophie (1812-1891) met kolonel Jacques Osten.
- Theodora (1818-1852) met volksvertegenwoordiger Léon de Wouters d'Oplinter.
- Dieudonnée (1821-1898) met baron Jan d'Erp de Holt en Baerlo, luitenant-generaal.

Van de drie zoons trouwde alleen Gaspard de Loë d'Enschedé (1810-1838), in 1830 met Marie-Antoinette de Masnuy (1806-1851), en bij zijn vroegtijdige dood hadden ze zes kinderen, onder wie Ferdinand de Loën d'Enschedé (1833-1899), Belgisch senator en burgemeester van Villers-devant-Orval. Hij had afstammelingen, maar de familie is in de mannelijke lijn uitgedoofd in 1981.

## Joseph Benoît de Loën d'Enschedé
Joseph-Benoît de Loën d'Enschedé (Roosbeek, 11 september 1756 - Gent, 3 februari 1844), zoon van Paul de Loën, werd in 1816 in de erfelijke adel erkend met de titel baron overdraagbaar op alle afstammelingen en benoemd in de Ridderschap van Oost-Vlaanderen.
Hij werd gouverneur van West-Vlaanderen, kamerheer van Willem I en lid van de Eerste Kamer.
Hij trouwde in 1796 met Marie-Anne Rodriguez d'Evora y Vega (1750-1814) en hertrouwde in 1815 met gravin Henriette de Rindsmaul (1777-1863). Ze hadden twee dochters en bij zijn overlijden doofde deze familietak uit.

## Louis de Loën d'Enschedé
Louis-Joseph de Loën d'Enschedé (Roosbeek, 22 oktober 1758 - Gent, 25 april 1844), zoon van Paul de Loën, werd priester en titulair kanunnik van de Sint-Baafskathedraal. Dit belette niet dat hij in 1816 samen met zijn broer en zijn neef erkend werd in de erfelijke adel, met de titel baron overdraagbaar op zijn eventuele wettige afstammelingen en met benoeming in de Ridderschap van Oost-Vlaanderen. Ook bij zijn dood doofde deze familie uit.